# Satoru Yamagishi
Satoru Yamagishi, född 3 maj 1983 i Chiba prefektur, Japan, är en japansk fotbollsspelare.